# Гарадагский газоперерабатывающий завод
Гарадагский газоперерабатывающий завод — завод по переработке природного и попутного газа, расположенный в Гарадагском районе Азербайджана. Гарадагский газоперерабатывающий завод включён в структуру Государственной нефтяной компании Азербайджана.

## История
Гарадагский газоперерабатывающий завод был основан в 1958 году со стороны бывшего института «Гипроазнефть» Советского Союза. Основной целью создания завода являлась переработка природного газа, газового конденсата и лёгких углеводородов. Первый этап строительства завода был завершён в 1961 году. Первый этап состоял из сдачи в эксплуатацию технического цеха № 3, состоящего из оборудования по отделению бензина от газа, а также  цеха № 4, состоявшего из оборудования по переработке газового конденсата и фракционализации попутного газового бензина. 
На первом этапе мощность завода позволяла обрабатывать порядка 4,5 млрд кубометров газа в год. В 1986 году для увеличения мощности, на заводе была проведена реконструкция, в результате которой мощность возросла до 6,5 млрд кубометров. В результате реконструкции подземные газопроводные трубы были перенесены на эстакаду, подземные водопроводные трубы были заменены наземными. 
В 2003—2004 годах на заводе были построены и введены в эксплуатацию две двухканальные линии «выхода газа под высоким давлением» и «общего выхода газа». В 2009 году в эксплуатацию была введена ещё одна линия «общего выхода» газа. 

## Структура
Структура Гарадагского газоперерабатывающего завода включает в себя 8 производственных и сервисных площадок, центральную лабораторию и амбар.
Согласно Указу Президента Азербайджанской Республики
Указам Президента Азербайджанской Республики от 24 октября 2003 года № 844 «Об улучшении структуры Государственной нефтяной компании Азербайджанской Республики», № 2142 от 2 мая 2007 года, № 164 от 7 октября 2009 года завод включён в структуру ГНКАР.